# Mongiuffi Melia
Mongiuffi Melia es una localidad italiana de la provincia de Mesina, región de Sicilia, con 710 habitantes.

Ubicación de la ciudad de Mongiuffi Melia dentro de la provincia de Mesina.

## Evolución demográfica
| Gráfica de evolución demográfica de Mongiuffi Melia entre 1861 y 2001 |
|                                                                       |
| Fuente ISTAT - Elaboración gráfica por parte de Wikipedia             |